# فرانسيسكو رامون فيكوينا
فرانسيسكو رامون فيكوينا (بالإسبانية: Francisco Ramón Vicuña Larraín)‏ (و. 1775 – 1849 م) هو سياسي، ودبلوماسي من تشيلي ولد في سانتياغو.
وهو عضو في ليبرالية .